# Split Decision
«Split Decision» es un EP colaborativo, y quinto en general, de los raperos británicos Dave y Central Cee. Fue lanzado el 5 de junio de 2023 por Neighborhood y Live Yours. Fue precedido por su sencillo principal «Sprinter», que fue lanzado cuatro días antes.

## Fondo
Dave y Central Cee colaboraron por primera vez en 2016 en el remix de la canción «Spirit Bomb» de AJ Tracey. Más tarde, Dave produjo la canción «End of the Beginning» en el mixtape 23 (2022) de Central Cee.
El 1 de junio, el primer sencillo «Sprinter» se lanzó junto con un video musical. Rompió el récord de la mayor cantidad de reproducciones para una canción de hip-hop en Spotify UK.
El EP fue lanzado en el cumpleaños número 25 de Dave, que fue un día después del cumpleaños número 25 de Central Cee.

## Listado de canciones
| Split Decision track listing |                     |               |          |  |
| N.º                          | Título              | Productor(es) | Duración |  |
| 1.                           | «Trojan Horse»      | Dave          | 4:08     |  |
| 2.                           | «Sprinter»          | Dave          | 3:37     |  |
| 3.                           | «Our 25th Birthday» | Dave          | 5:07     |  |
| 4.                           | «UK Rap»            | Kyle Evans    | 3:18     |  |
| 16:36                        |                     |               |          |  |

## Gráficos
| Gráfico (2023)                          | Lista posición |
| --------------------------------------- | -------------- |
| Austria (Ö3 Austria)                    | 56             |
| Canadá (Billboard Canadian Albums)      | 13             |
| Dinamarca (Hitlisten)                   | 24             |
| Suiza (Schweizer Hitparade)             | 18             |
| Estados Unidos (Top Heatseekers Albums) | 6              |